# Monteton
Monteton település Franciaországban, Lot-et-Garonne megyében. Lakosainak száma 324 fő (2022. január 1.). Monteton Saint-Pierre-sur-Dropt, Allemans-du-Dropt, Auriac-sur-Dropt, Cambes, Lévignac-de-Guyenne, Pardaillan, Saint-Avit, Caubon-Saint-Sauveur és Moustier községekkel határos.

## Népesség
A település népességének változása:
| Lakosok száma | 293  | 246  | 246  | 261  | 288  | 315  | 331  | 328  | 327  | 324  |
|               | 1968 | 1982 | 1990 | 2006 | 2013 | 2015 | 2017 | 2019 | 2020 | 2022 |